# Carron du Villards
Charles Joseph Frédéric Carron du Villards (Annecy, França, 26 de abril de 1800 – Rio de Janeiro, 2 de fevereiro de 1860) foi um oftalmologista francês.
Embora Charles Michel seja frequentemente creditado com a invenção da eletrologia para uso na triquíase, Carron du Villards às vezes recebe o crédito pela invenção.
Foi eleito membro da Academia Nacional de Medicina em 1858, com o número acadêmico 75, na presidência de Antonio da Costa.

## Obras
- Carron du Villards CGF. Guide pratique pour l'étude et le traitement des maladies des yeux. Cosson for Société Encyclographique des Sciences Médicales, 1838 Online